# Wolfgang Schmidt (Leichtathlet)

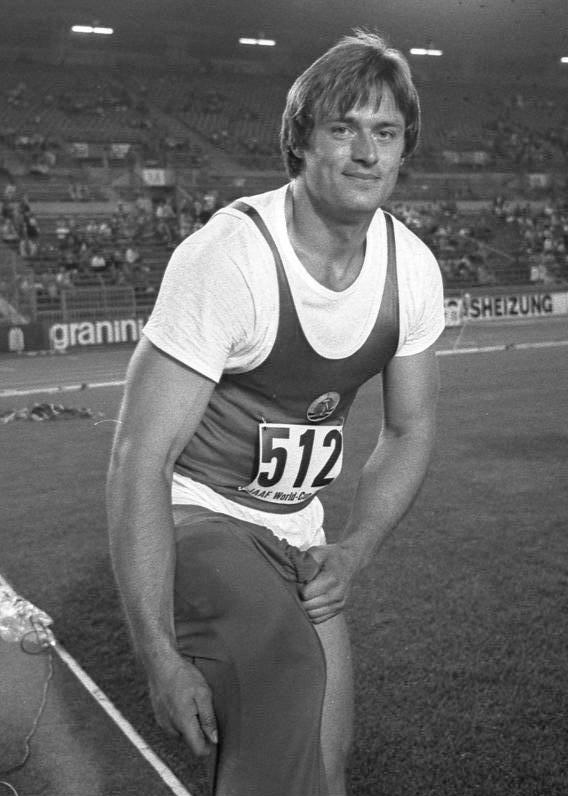
Wolfgang Schmidt (1977)

Wolfgang Schmidt (* 16. Januar 1954 in Berlin) ist ein ehemaliger deutscher Diskuswerfer, der für die DDR startend 1976 eine olympische Silbermedaille gewann. Ab 1982 machte er Schlagzeilen durch eine zunächst gescheiterte Flucht und die spätere Übersiedlung aus der DDR in den Westen Deutschlands. 1990 wurde er für die Bundesrepublik Deutschland Europameisterschaftsdritter.

## Karriere in der DDR
Der Sohn des Leichtathleten Ernst Schmidt gewann 1973 bei den Junioreneuropameisterschaften in Duisburg den Diskuswurf und belegte im Kugelstoßen den zweiten Platz. Bei den Europameisterschaften 1974 in Rom erreichte Schmidt erstmals ein internationales Finale in der Erwachsenenklasse und belegte den achten Platz. 1975 gewann Schmidt seinen ersten DDR-Meistertitel im Diskuswurf, dem bis 1980 fünf weitere folgen sollten. 1976 in Montreal erreichte Schmidt das Olympiafinale im Diskuswurf. Mit 66,22 m gewann er die Silbermedaille hinter dem Amerikaner Mac Wilkins, der 67,50 m erreichte. Für diesen Erfolg wurde er mit dem Vaterländischen Verdienstorden in Bronze ausgezeichnet. Beim Weltcup 1977 in Düsseldorf und 1979 in Montreal siegte Schmidt jeweils vor Wilkins.
Am 9. August 1978 verbesserte Schmidt im Berliner Dynamo-Sportpark den Weltrekord von Mac Wilkins um dreißig Zentimeter auf 71,16 m. Schmidts Wurf wurde 1981 vom Amerikaner Ben Plucknett übertroffen, dessen Leistung als Weltrekord aber wegen Dopings nicht anerkannt wurde. Schmidts Weltrekord hielt, bis im Mai 1983 der sowjetische Werfer Juri Dumtschew den Diskus siebzig Zentimeter weiter warf. Im September 1978 belegte Schmidt bei den Europameisterschaften in Prag den vierten Platz im Kugelstoßen, nach der Dopingdisqualifikation des Zweitplatzierten Jewgeni Mironow rückte Schmidt auf den dritten Platz vor. Zwei Tage nach dem Kugelfinale gewann Schmidt das Finale im Diskuswurf. 1978 war das einzige Jahr, in dem Wolfgang Schmidt am Ende des Jahres die Weltjahresbestenliste anführte. 1979 gewann Schmidt außer dem Weltcup auch den Titel bei der Universiade, in der Weltjahresbestenliste lag aber wieder Mac Wilkins vor ihm. Mac Wilkins und John Powell traten wegen des Olympiaboykotts 1980 nicht bei den Olympischen Spielen in Moskau an, Wolfgang Schmidt war damit Favorit für das olympische Finale, belegte aber nur den vierten Platz.

## Flucht aus der DDR und sportpolitische Spannungen
Nach dem für ihn enttäuschenden vierten Platz bei den Olympischen Spielen 1980 und einem durch einen zweiten Platz bei den DDR-Meisterschaften verpassten Weltcup-Start 1981 in Rom beschloss Wolfgang Schmidt, sein Glück als Sportler in der Bundesrepublik zu machen. Als Mitglied eines Polizeisportklubs (SV Dynamo) im Rang eines Leutnants der Volkspolizei wurde er in der DDR vom Ministerium für Staatssicherheit überwacht, und er fiel auf eine fingierte Organisation seiner Flucht herein. Im Herbst 1982 wurde er wegen versuchten „ungesetzlichen Grenzübertritts“ zu anderthalb Jahren Gefängnis verurteilt. Ein Jahr später wurde er entlassen und als Trainer bei der SG Dynamo Adlershof eingestellt, einem Sportverein des Wachregiments der Staatssicherheit. Während dieser Zeit strebte Wolfgang Schmidt ein Comeback an, das ihm in der DDR jedoch verwehrt wurde; daraufhin stellte er einen Ausreiseantrag. Später sagte Schmidt, er habe sich von der DDR-Sportführung „als erwachsener Mann und Sportler der Weltklasse“ reglementieren und bevormunden lassen müssen. Des Weiteren habe er nicht auf Kontakte zu Sportlern aus dem westlichen Ausland verzichten wollen, was ihm in der DDR Ärger eingebracht habe. Seine Ausreisegenehmigung wurde durch die DDR-Behörden bis in den November 1987 hinausgezögert, so dass Bemühungen für eine Startberechtigung innerhalb der bundesdeutschen Olympiamannschaft an den Olympischen Spielen 1988 in Seoul dem NOK für Deutschland nicht mehr opportun erschienen, zumal die DDR bereits eine Sperre dafür erwirkt hatte.
Beim ersten und letzten Leichtathletik-Länderkampf zwischen der DDR und der Bundesrepublik im Juli 1988 kam es zu einem Eklat, weil sich der Sieger Jürgen Schult nicht von Wolfgang Schmidt gratulieren lassen wollte und den Handschlag verweigerte. Schult gab an, von Schmidt beleidigt worden zu sein. Später wurde bekannt, dass Schult seitens des DDR-Verbandes angewiesen worden war, den Handschlag zu verweigern. Dass Schmidt für den Wettkampf ins BRD-Aufgebot berufen worden war, sorgte im Vorfeld für sportpolitische Spannungen zwischen den beiden deutschen Staaten. Der ostdeutsche DTSB warf dem westdeutschen DLV „Provokation, Wortbruch und Vertragsverletzung“ vor, der DLV erwiderte, es habe keine Vereinbarungen gegeben. Auch Auswirkungen auf den innerdeutschen Sportverkehr insgesamt wurden seitens der DDR angedroht. Während der Übertragung des Länderkampfes im DDR-Fernsehen äußerte der Kommentator Wolfhard Kupfer, der DLV habe mit der Nominierung Schmidts „Kräften in der BRD“ nachgegeben, „denen provozierendes Gehabe wichtiger ist als die Pflege der gemeinsamen sportlichen Beziehungen“, während Hans Hansen, der damalige Vorsitzende des Deutschen Sportbundes, äußerte, Schmidts Start sei „im Einklang mit den internationalen Regeln“ erfolgt und die DDR berufe sich „in jedem Fall auf internationale Regeln.“ Im Anschluss an den Länderkampf kam es durch die DDR zu Absagen von innerdeutschen Sportveranstaltungen, was das Hamburger Abendblatt zu der Schlussfolgerung veranlasste: „Die Beziehungen im deutsch-deutschen Sportverkehr sind frostiger geworden.“ Schmidt wurde die Teilnahme am Wettkampf „Olympischer Tag“ Anfang Juli 1989 in Ost-Berlin nicht genehmigt, was er als „diskriminierende Einreiseverweigerung“ bezeichnete. Der bundesdeutsche Verband hatte ihn für diese Veranstaltung als Teilnehmer angemeldet. Anfang Februar 1990 wurde die von der DDR erwirkte Sperre gegen Schmidt aufgehoben, noch im selben Monat war er auch wieder bei internationalen Wettkämpfen einsatzberechtigt. Im Mai 1990 sprachen sich Schmidt und Schult aus und versöhnten sich, aber das Verhältnis der beiden Sportler blieb angespannt, wie sich bei den Europameisterschaften im August 1990 in Split zeigte, als Schmidt, der Dritter und Schult Europameister geworden war, nur widerwillig an der Siegerehrung teilnahm.

## Weitere Lebensstationen
Bei den Europameisterschaften 1990 siegte Jürgen Schult, Schmidt gewann die Bronzemedaille. 1990 und 1991 wurde Schmidt Deutscher Meister im Diskuswurf und besiegte dabei 1991 auch Jürgen Schult. Bei den Weltmeisterschaften 1991 in Tokio siegte Lars Riedel, Schmidt belegte den vierten Platz. An den Deutschen Meisterschaften 1992 in München nahm er wegen Rückenbeschwerden nicht teil. Da Schmidt zudem bei den vorgeschriebenen Qualifikationswettkämpfen für die Olympischen Spiele 1992 in Barcelona nicht antrat, wurde er – trotz Jahresbestweite von 65,48 m – nicht für die Olympiamannschaft berücksichtigt. Schmidt bezeichnete das als „Politikum“ und äußerte, an ihm habe man ein Exempel statuiert wollen. Willi Daume, damaliger Vorsitzender des Nationalen Olympischen Komitees für Deutschland, warf Schmidt vor, die Ausscheidungswettkämpfe „unter fadenscheinigen Argumenten“ abgesagt zu haben. Eine Intervention beim damaligen IOC-Präsidenten Samaranch brachte kein Ergebnis in seinem Sinne. Ein Jahr später beendete er seine Karriere. Später zog er nach San Francisco und wurde Börsenmakler und Unternehmensberater, danach – 1994 – war er in Boca Raton (Florida) als Fitness-Trainer tätig.
Für den Verrat der Fluchtpläne von Wolfgang Schmidt an die Stasi im Jahre 1982 verurteilte das Berliner Landgericht einen Westberliner Stasi-Spitzel im November 1994 zu einer Bewährungsstrafe von 18 Monaten wegen Freiheitsberaubung in einem besonders schweren Fall. Der Schuldige musste außerdem 7200 Mark an Schmidt bezahlen.
Wolfgang Schmidt startete in der DDR für den SC Dynamo Berlin und trainierte bei Joachim Spenke, später trat er für die Stuttgarter Kickers und die Startgemeinschaft LG VfB/Kickers Stuttgart an. Seine Bestleistung im Diskuswurf blieb sein Weltrekord von 1978, im Kugelstoßen erreichte er am 31. Mai 1978 20,76 m. Er ist 1,99 m groß und wog in seiner aktiven Zeit 115 kg.

## Erfolge im Einzelnen
- 1973: Junioreneuropameisterschaften: Platz 1 im Diskuswurf (61,30 m) und Platz 2 im Kugelstoßen (18,45 m)
- 1974: Europameisterschaften: Platz 8 im Diskuswurf (59,56 m – ungültig – 57,44 – 59,06 – 58,88 – 58,52)
- 1976: Olympische Spiele in Montreal: Platz 2 im Diskuswurf (63,68 – ungültig – 65,16 – ungültig – 63,96 – 66,22 m)
- 1978: Europameisterschaften: Platz 1 im Diskuswurf (64,04 – 61,68 – 64,52 – 62,08 – 65,94 – 66,82 m); Platz 4 im Kugelstoßen (19,86 – 19,63 – 19,92 – 19,62 – 20,30 m – 19,49), später aufgerückt auf Platz 3
- 1979: Universiade: Platz 1 im Diskuswurf 60,78 m
- 1980: Olympische Spiele in Moskau: Platz 4 im Diskuswurf (ungültig – 61,60 – 65,30 – 65,64 m – 65,34 – ungültig)
- 1990: Europameisterschaften: Platz 3 (61,28 – 60,84 – ungültig – 64,08 – 64,10 m – ungültig), für die Bundesrepublik startend.
- 1991: Weltmeisterschaften: Platz 4 (63,66 – 61,84 – 60,58 – 64,48 – 64,76 m – 60,72)